# St. Agnes Kouying Tsao Catholic Church
St. Agnes Kouying Tsao Catholic Church is een rooms-katholieke migrantenkerk van Chinese Canadezen waar de Heilige Mis in het Engels, Standaardkantonees of Standaardmandarijn wordt gevierd zeven dagen in de week. De kerk ligt in Markham (Ontario), Canada en werd in 1992 gesticht door pater Nicola Ruggiero die eerder al werkzaam was met Chineestaligen in Hongkong. De kerk is gewijd aan de Chinese heilige Sint-Agnes Tsao Kou Ying (1824-1856). In 1998 kreeg de kerk een Hongkongse pastoor, Dominic Kong. De nieuwe pastoor zette de inzamelingsactie van zijn voorganger voort om de bouw van een eigen kerk te kunnen bekostigen. In 2006 ging pastoor Kong met pensioen en remigreerde naar Hongkong.

## Kerkgebouw
In 2000 werd de nieuwe kerk door bisschop Robert Clune ingewijd. Het gebouw heeft zowel Chinese als Westerse elementen. Het glas-in-loodkunstwerk "De Engelenladder" heeft zowel een symbolische, als een echte betekenis.